# Detlef Hartmann (Fußballspieler)
Detlef Hartmann (* 16. August 1965 in Bernau) ist ein ehemaliger deutscher Fußballspieler. In der höchsten Spielklasse des DDR-Fußballs, der Oberliga, spielte er für den FC Vorwärts Frankfurt (Oder) und den 1. FC Union Berlin. Der Torwart spielte auch für Auswahlmannschaften des ostdeutschen Fußballverbands DFV repräsentativ.

## Sportliche Laufbahn

### Gemeinschafts-, Club- und Vereinsstationen
Auf organisierter Ebene begann der nahe Ost-Berlin geborene Hartmann 1974 bei Vorwärts Zepernick mit dem Fußballsport. Innerhalb der Armeesportvereinigung Vorwärts wurde das Torwarttalent 1978 zum FC Vorwärts Frankfurt (Oder) delegiert. Mit der Juniorenoberligamannschaft jenes in den Strukturen der Nationalen Volksarmee verankerten Fußballclubs holte er 1984 den DDR-Meistertitel.
Im Sommer 1988 wechselte der 1,83 Meter große damalige Student von den abgestiegenen Frankfurtern zum 1. FC Union Berlin, der sich 1987/88 am letzten Spieltag in dramatischer Art und Weise den Klassenerhalt sicherte. Für den FCV hatte er nach seiner Nominierung für das Oberligaaufgebot im Sommer 1984 nur einmal in der Saison 1985/86 in der höchsten Spielklasse des DDR-Fußballs zwischen den Pfosten gestanden. In der zweitklassigen Liga kam Hartmann für die Zweitvertretung der Armeeelf Mitte der 1980er-Jahre häufiger zum Einsatz.
Im historisch letzten Oberligajahr des 1. FC Union wurde der Neuzugang aus Frankfurt (Oder) achtmal eingesetzt, konnte mit seinen Teamkameraden aber den Abstieg in die Liga nicht verhindern. Seine Karriere setzte er ab Sommer 1989 bei der BSG Bergmann-Borsig Berlin fort. Die Betriebssportgemeinschaft hatte einige Fußballer und den Platz der Reserve des BFC Dynamo für die Wendesaison in der Liga in der Liga übernommen. Auch nach Mauerfall und Zusammenführung von ost- und westdeutschem Fußball blieb der ehemalige Erstligaspieler bei der später als Pankower Fußballverein Bergmann-Borsig agierenden Mannschaft und spielte mit ihr in der damals drittklassigen NOFV-Amateur-Oberliga auf dem Gebiet der früheren DDR und des wiedervereinigten Berlins. Nach anderthalb Jahren bei SC Union 06 Berlin verliert sich seine Spur im Alter von 30 Jahren im Vereinsfußball.

### Auswahleinsätze
Durch seine sehr guten Leistungen in der Juniorenelf des FCV bot sich Hartmann den Auswahltrainern des DFV für die DDR-Juniorennationalelf an. Mit der ostdeutschen U-18 siegte er 1983 bei den Jugendwettkämpfen der Freundschaft. Für die U-18-EM 1984 qualifizierte sich die von Frank Engel trainierte Mannschaft nach zwei Siegen über die schwedischen Altersgenossen. Bei der Endrunde wurde Hartmann im ersten Spiel gegen Englands Junioren verletzt und konnte im Anschluss das Ausscheiden des DFV-Teams in der Vorrunde nur noch von der Bank verfolgen. Sein Konkurrent um die Nummer-1-Position Marco Kostmann übernahm seinen Platz.